# محمد ديامي
محمد ديامي (بالفرنسية: Mohamed Diamé)‏ (مواليد 14 يونيو 1987 في كريتيل - فرنسا) لاعب كرة قدم سنغالي يلعب في مركز الوسط المحوري.

## روابط خارجية
- محمد ديامي على موقع الاتحاد الدولي (مؤرشف)  (الإنجليزية)
- محمد ديامي على موقع الاتحاد الأوربي (الإنجليزية)
- محمد ديامي على موقع قاعدة بيانات كرة القدم.إي يو (الإنجليزية)
- محمد ديامي على موقع ناشيونال فوتبول تيمز (الإنجليزية)
- محمد ديامي على موقع Soccerbase.com (لاعب) (الإنجليزية)
- محمد ديامي على موقع Soccerway.com (الإنجليزية)
- محمد ديامي على موقع عالم كرة القدم.نت (الإنجليزية)
- محمد ديامي على موقع كووورة
- محمد ديامي على موقع أوليمبيديا (الإنجليزية)
- محمد ديامي على موقع AS.com (الإسبانية)